# 和硕恭悫长公主
和硕恭悫长公主（1654年—1685年），顺治帝第二女，母庶妃杨氏。

## 生平
顺治十年十二月初二日（1654年1月19日）子时，皇次女出生。
康熙时，皇次女初封和硕公主。康熙六年（1667年）二月，和硕公主指婚于讷尔杜，当月下嫁。丈夫讷尔杜的伯父鳌拜是当时的辅政大臣之一，后晋封为恭悫长公主。
康熙二十四年十月，长公主逝世，终年三十三岁。